# يان ليندبرغ
يان ليندبرغ (بالفنلندية: Janne Lindberg)‏ هو لاعب كرة قدم ومدرب كرة قدم فنلندي في مركز الوسط، ولد في 24 مايو 1966 في Kuusankoski ‏ في فنلندا. شارك مع منتخب فنلندا لكرة القدم. أما مع النوادي، فقد لعب مع ميبا ونادي ساربروكن ونادي غرينوك مورتون وهكا.

## وصلات خارجية
- يان ليندبرغ على موقع الاتحاد الدولي (مؤرشف)  (الإنجليزية)
- يان ليندبرغ على موقع الاتحاد الأوربي (الإنجليزية)
- يان ليندبرغ على موقع قاعدة بيانات كرة القدم.إي يو (الإنجليزية)
- يان ليندبرغ على موقع ناشيونال فوتبول تيمز (الإنجليزية)
- يان ليندبرغ على موقع Soccerbase.com (لاعب) (الإنجليزية)
- يان ليندبرغ على موقع عالم كرة القدم.نت (الإنجليزية)